# آن كروس
آن كروس (بالإنجليزية: Anne Cross)‏ هي عداءة المسافات الطويلة أسترالية، ولدت في 16 أبريل 1964.

## وصلات خارجية
- آن كروس على موقع الاتحاد الدولي لألعاب القوى (الإنجليزية)
- آن كروس على موقع النتائج التاريخية لألعاب القوى الأسترالية (الإنجليزية)
- آن كروس على موقع أوليمبيديا (الإنجليزية)
- آن كروس على موقع اللجنة الأولمبية الأسترالية (الإنجليزية)
- آن كروس على موقع اتحاد ألعاب الكومنولث (مؤرشف) (الإنجليزية)